# آکاسیای آسفلدی
آکاسیای آسفلدی (نام علمی: Acacia ausfeldii) نام یک گونه از سرده آکاسیا است.